# 강원신사

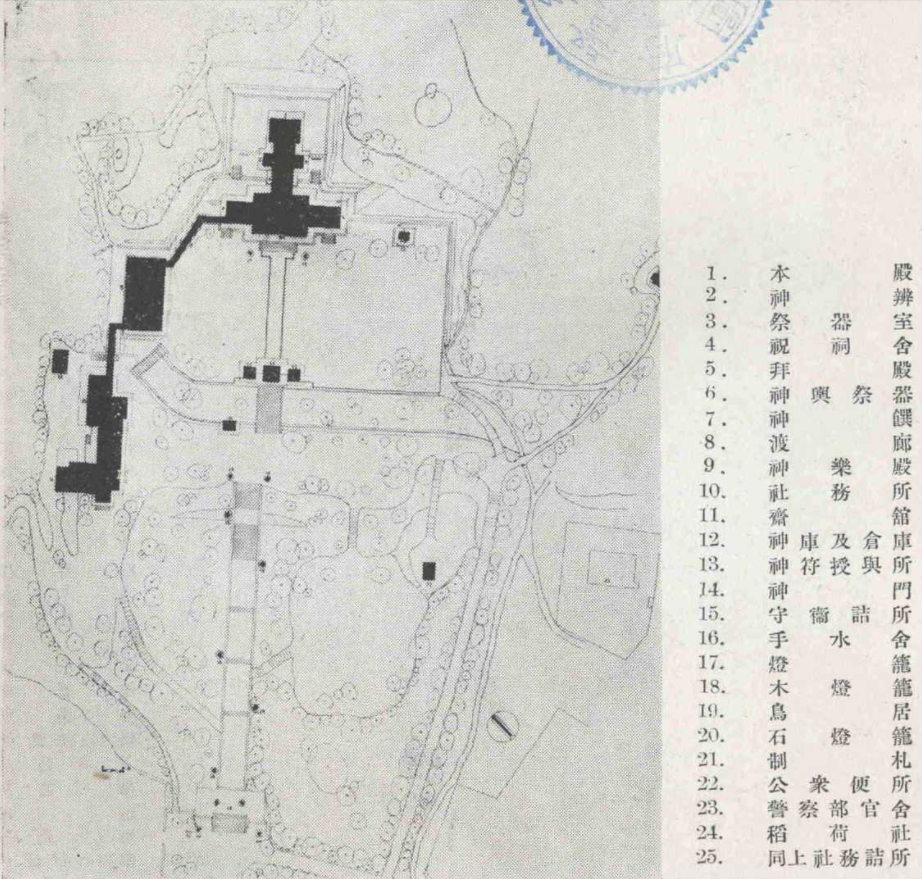
강원신사 배치도

강원신사(江原神社)는 일제강점기 강원도 춘천군(현 강원특별자치도 춘천시)에 위치해 있던 신토의 신사이다. 제신(祭神)은 아마테라스, 메이지 천황, 구니타마(國魂), 스사노오였다. 특히 스사노오는, 춘천군 지역의 우두산이 일본서기에서 그가 강림하였다고 언급되는 소시모리(曾尸茂梨)와 춘천의 옛 지명의 유사성으로 인해 제신에 더해져 있다.

## 역사
1913년 봉의산의 숲속에 신사神祠로 건립되어 첫 제사를 올렸다. 1915년에는 10월 1일에는 총독부령 82호로 폐사를 막으려 춘천읍 요선당리에 신사神社를 세울 것을 출원해, 1918년 3월 14일, 춘천 신사의 창립이 허가되었다. 같은 해 8월 17일에 지진제를 지내고 신전 등의 건축에 착수하여 1919년 6월 30일에 준공, 같은 해 7월 7일에 진좌제를 지냈다.
1936년 8월 11일 도공진사로 지정되었다. 1937년 8월 23일, 국혼대신과 소오존의 증사가 허가되었고, 1938년 6월 16일, 도사道社로서의 지위를 명확히 하기 위해 사호를 강원신사라고 개칭했다. 1937년에는 봉찬회가 조직되어 황기 2600년(서기 1940년)에 국폐사國幣社로 열격될 준비를 하였고, 1941년 10월 1일에는 전라남도 광주부의 광주신사와 함께 정식으로 국폐소사國幣小社로 열격되었다.
일본의 제2차 세계대전 패전에 따라 1945년 11월 17일 폐지되었다.

## 건축
본전(本殿)·배전(配殿)·누문(樓門) 등 주요 건물에 조선의 건축 양식을 도입하였다. 강원신사 터에는 호텔이 세워졌으나 조선풍이어서 대부분의 건물은 파괴를 면했고, 옛 궁사택·누문·돌층계·석층 등은 호텔의 일부로 사용되고 있다. 1956년 이래로 춘천세종호텔이 위치한다.

## 갤러리

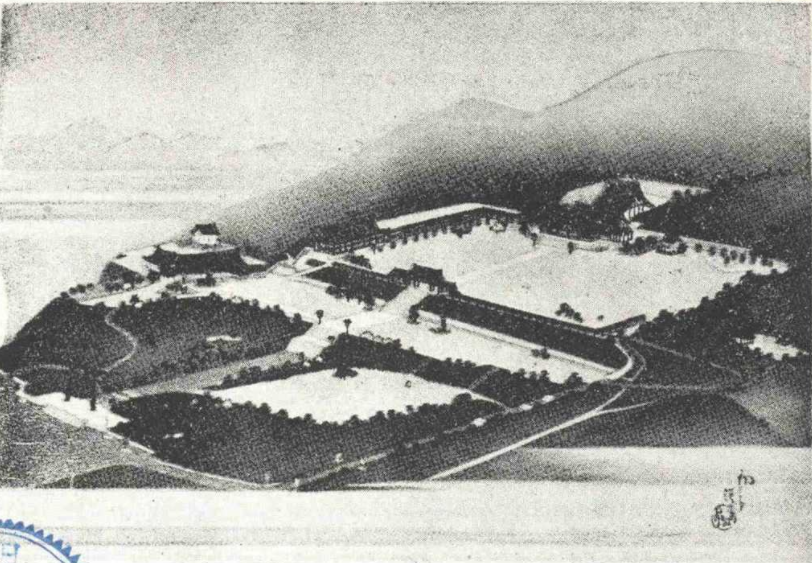
전경
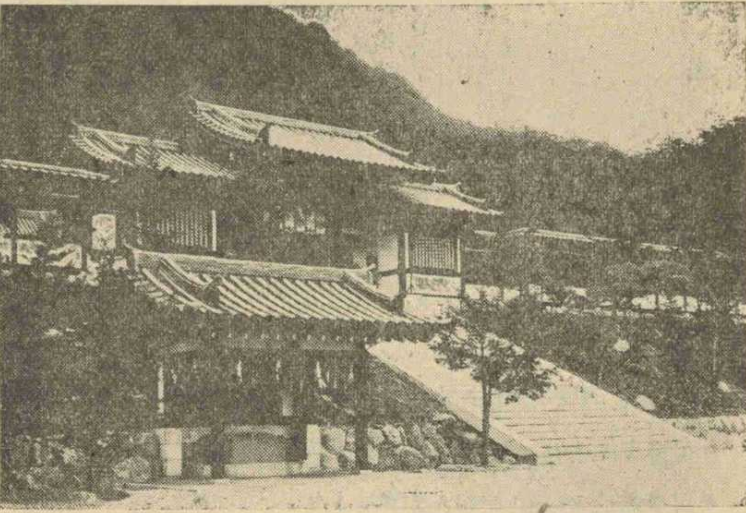
강원신사 문과 데미즈야
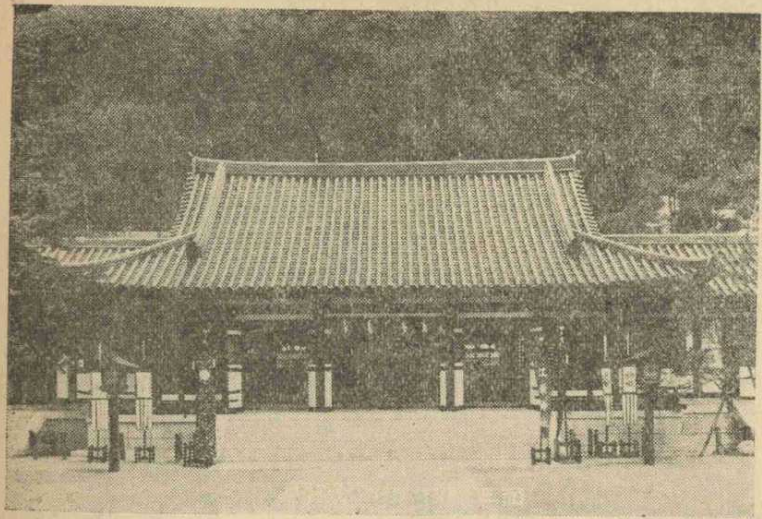
강원신사 예배전 전경
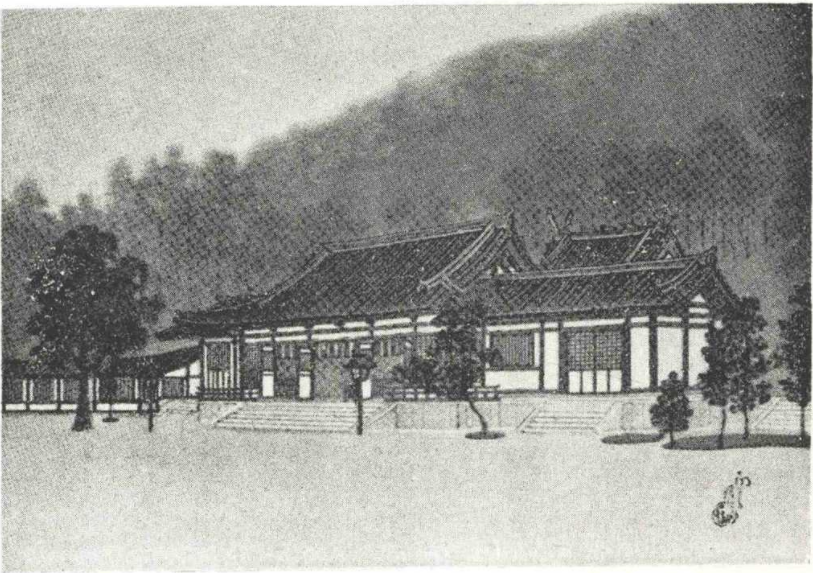
본전과 예배전

## 주해
1. ↑  道公進社, 도에서 신찬폐백료를 공진해야 할 신사)